# Грушівська сільська територіальна громада
Грушівська сільська територіальна громада (до 2016 року — Ленінська) — територіальна громада в Україні, в Криворізькому районі Дніпропетровської області. Адміністративний центр — село Грушівка.
Площа громади — 261,4 км², населення — 6573 мешканці (2018).
Утворена 31 липня 2015 року шляхом об'єднання Ленінської та Токівської сільських рад Апостолівського району.

## Населені пункти
До складу громади входять 7 населених пунктів — 3 села і 4 селища:
| Населений пункт    | Населення (2015) |
| ------------------ | ---------------- |
| Грушівка           | 3266             |
| Токівське          | 1598             |
| Червоний Тік       | 802              |
| Гранітне           | 444              |
| Усть-Кам'янка      | 300              |
| Тік                | 181              |
| Вільний Запорожець | 52               |